# Jacopo Peri
Jacopo Peri (Zazzerino) (Roma, 20 agosto 1561 – Firenze, 11 agosto 1633) è stato un compositore, organista e tenore italiano durante il periodo di transizione tra Rinascimento e Barocco.

## Biografia

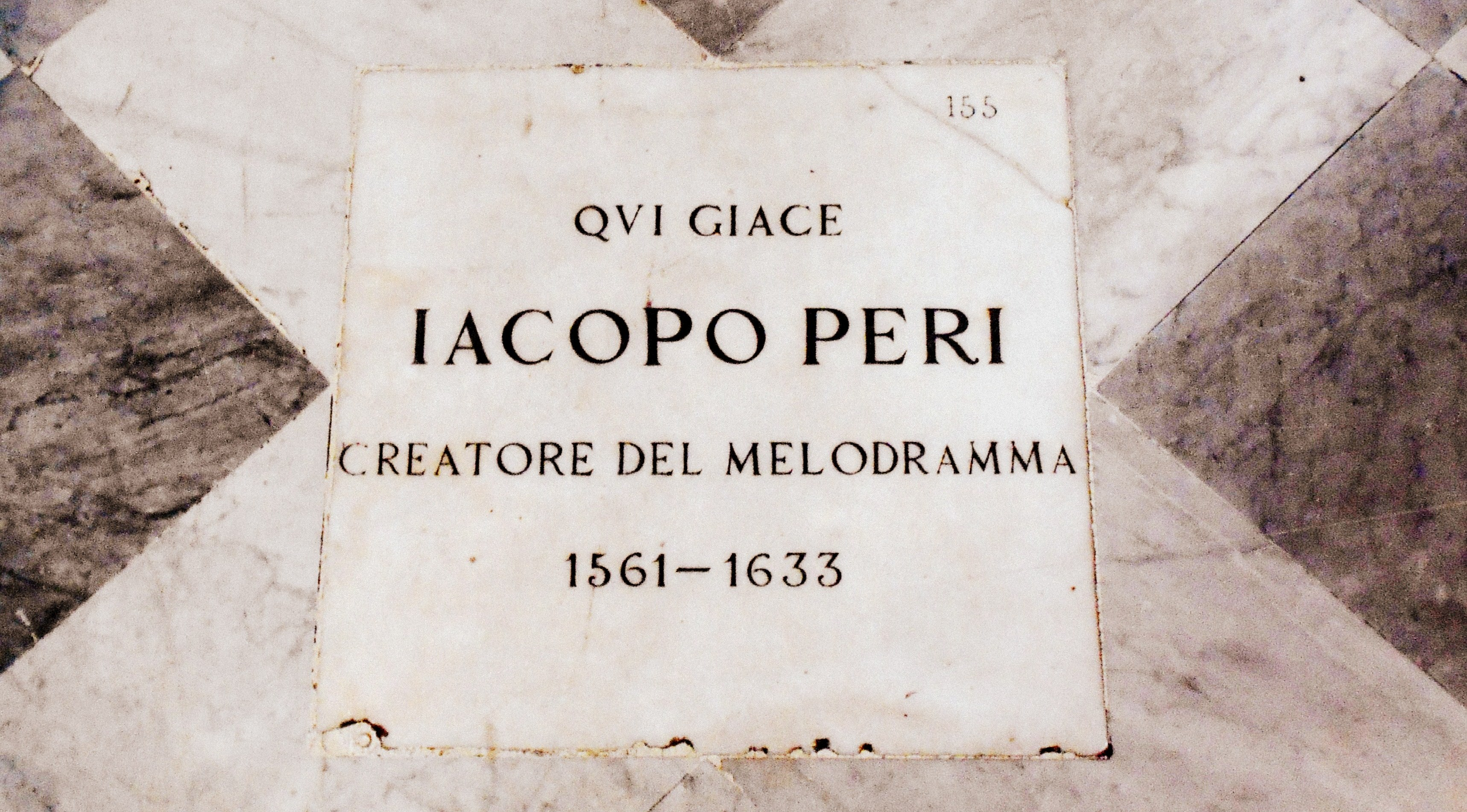
Tomba del compositore in Santa Maria Novella

Nato a Roma, da una famiglia fiorentina, Peri studiò a Firenze con Cristofano Malvezzi. Lavorò in parecchie chiese fiorentine come organista e come cantante. In seguito, cominciò a lavorare alla corte dei Medici, prima come cantante tenore e tastierista, poi come compositore.
Il 1º settembre 1573 fu nominato cantante nella Basilica della Santissima Annunziata di Firenze ed il 1º febbraio 1579 organista della Badia Fiorentina.
Nel 1605 avviene la prima assoluta della favola teatrale in musica Il natal d'Ercole con il libretto di Michelangelo Buonarroti il Giovane, nel Casino di Antonio de' Medici, a Scandiano.
Per molti anni partecipò alla Camerata de' Bardi. Mise a punto - insieme a Giulio Caccini - il cosiddetto "stile recitativo", importante per la futura evoluzione del melodramma. Esercitò una profonda influenza sui compositori del primo Seicento, ma le sue opere oggi sono eseguite molto raramente.
È spesso definito "l'inventore dell'opera lirica". Scrisse lo spartito della Dafne su libretto (forse non interamente musicato) di Ottavio Rinuccini, verso il 1597. La successiva Euridice (1600), sempre su libretto di Rinuccini, è la più antica opera lirica giunta sino a noi (alcuni brani dell'Euridice furono però scritti da Giulio Caccini).
È sepolto in Santa Maria Novella, a Firenze.

## Opere pubblicate

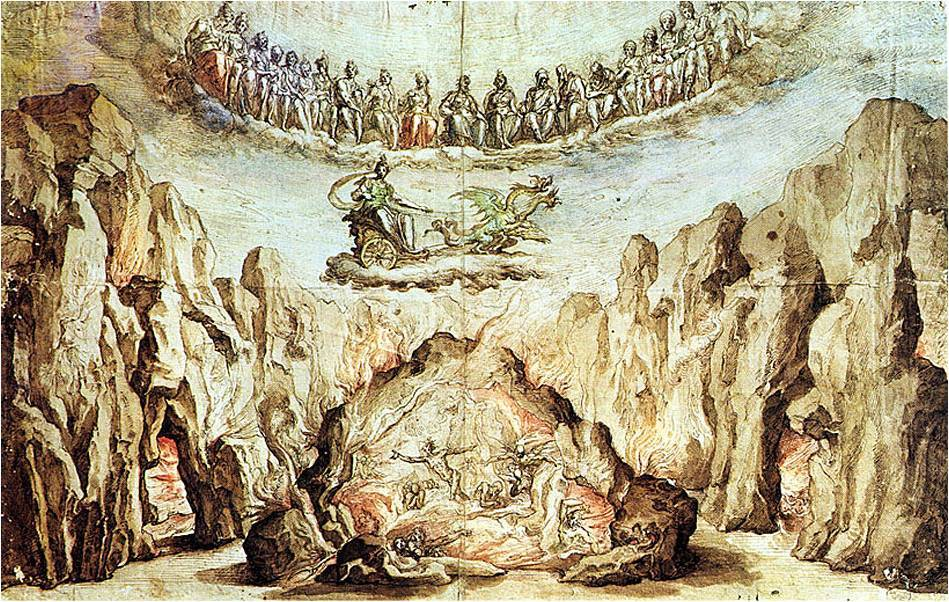
La pellegrina, 1589 - Intermedio 4, La regione de’ demoni

### Opere teatrali (autore letterario)
- Il 1º intermedio per Le due Persilie (di Giovanni Fedini), 1582-1583.
- Eco con due risposte “Dunque fra turbide onde“, 5º intermedio della commedia La Pellegrina (di Girolamo Bargagli), Palazzo Pitti di Firenze, 1589.
- Pubblicazione in Intermedii et concerti (di Cristofano Malvezzi), Venezia, 1591.
- Dafne, favola pastorale in collaborazione con Jacopo Corsi (testo di Ottavio Rinuccini), Firenze, 1598; ripresa, con aggiunte, dal 1599 al 1604; si conservano 2 edizioni del libretto, ma della musica soltanto 2 brevi brani di Peri e 2 di Corsi, in manoscritti.
- Euridice dramma musicale, con alcuni pezzi di Giulio Caccini, Firenze, 1600.
- Recitativi per Tetide (Francesco Cini, iniziata nel 1607, in occasione delle nozze di Francesco Gonzaga; mancato l'incentivo alla rappresentazione, Peri rinunciò a portarla a fine).
- Recitativi per Arianna opera teatrale (Ottavio Rinuccini, Mantova, 1608; arie musicate da Claudio Monteverdi).
- 3 scene fra Proteo e Venere, per Mascherata delle Ninfe di Senna, in collaborazione con Francesca Caccini e Marco da Gagliano, 1611-1613.
- La parte di Clori per Flora, overo Il natal de' fiori opera teatrale di Marco da Gagliano, 1628.[3]

### Balli, tornei, intermedi (per la famiglia Medici)
- 2 balli senza titolo (Ferdinando Saracinelli), 1614 e 1616.
- Il ballo della cortesia con Antonio Brunelli, balletto (soggetto di Michelangelo Buonarroti il Giovane), 1614, Palazzo Pitti.
- Marte e amore, libretto di Ferdinando Saracinelli (ballo-opera) 1614, Palazzo Pitti.
- La speranza guidata da Mercurio, intermedio nella Veglia delle Grazie di Gabriello Chiabrera, 1615, Palazzo Pitti.
- Guerra d'amore e di bellezza, festa in collaborazione con Paolo Grazi, Giovanni Battista Signorini e Giovanni del Turco, 1616 in Piazza Santa Croce.[3]
- La liberazione di Tirreno ed Astrea, veglia-intermezzo-commedia in musica in collaborazione con Marco da Gagliano 1617, Palazzo Pitti.[3]
- Lo sposalizio di Medoro e Angelica, commedia cantata in musica in collaborazione con Marco da Gagliano, 1619, Palazzo Pitti.[3]
- La canzone delle lodi d'Austria (A. Salvadori) Villa di Poggio Imperiale, Firenze, 1624.
- La precedenza delle Dame, Barriera nell'Arena di Sparta, festa nel Palazzo di Carlo di Cosimo de' Medici, Firenze, 1625.[3]

### Balli, tornei, intermedi (per la corte di Mantova)
- Adone (Jacopo Cicognini), 1620 (non rappresentato).[4]

### Oratori
- Con la collaborazione di Giovanni Battista da Gagliano Il gran Natale di Cristo (opera perduta), 1622 e La benedittione di Jacob, 1622.[3]
- La celeste guida, o vero l'Archangelo Raffaello (Cicognini, 1624).

### Musica vocale
- Jole lusinghiera, recitativo, 1628.[3]
- 1 madrigale (nel 1º libro delli Madrigali a 5 voci di Cristofano Malvezzi), Venezia, 1583.
- 1 brano vocale, in Le nuove musiche di Caccini, (Giulio Caccini), Firenze, 1601.
- Le varie musiche del Sig. Jacopo Peri a una, due e tre voci con aggiunta d'arie nuovo dell'istesso et alcune spirituali in ultimo con continuo, Firenze, 1609.
- 1 brano a 1 voce dalle Ninfe di Senna (in musiche di Pietro Benedetti), Firenze, 1611.
- 4 pezzi a 1 voce (in Scherzi, arie, canzonette e madrigali a 1-3 voci per sonare e cantare con ogni sorta di stromenti Libro 2º op. X di Antonio Brunelli, Venezia, 1614).

## Discografia
- Nella Anfuso - Jacopo Peri, CD Stilnovo 8804 - Madrigali (1609) Opera Omnia I
- Nella Anfuso - Jacopo Peri, CD Stilnovo 8818 - Arie e Lamenti I
- Nella Anfuso - Jacopo Peri, CD Stilnovo 8819 - Arie e Lamenti II
- Euridice - CD Maguelone 111105 (1993)
- Euridice - Banditelli, Fagotto, Cecchetti, Zambon, Foresti, Bertini, Benvenuti, Zanasi, Ensemble Arpeggio, dir. R. De Caro - CD Arts Music (1995)
- Euridice - Pozzer, Dordolo, La Compagnia dei Febi Armonici, Ensemble Albalonga, dir. A. E. Cetrangolo - CD Pavane (1997)